# برناردو گونزالس
برناردو گونزالس (اسپانیایی: Bernardo González‎; ۷ سپتامبر ۱۹۶۹ – ۶ اکتبر ۲۰۰۰) دوچرخه‌سوار اهل اسپانیا بود. وی در بازی‌های المپیک تابستانی ۱۹۸۸ و ۱۹۹۶ شرکت کرده است.